# Gert Trauernicht
Gert Trauernicht (* 1965 in Aurich) ist ein deutscher Industriedesigner und Hochschulprofessor an der Bergischen Universität Wuppertal.

## Leben
Trauernicht studierte zunächst von 1985 bis 1986 Maschinenbau an der TU Braunschweig, anschließend folgte von 1986 bis 1992 ein Industrialdesignstudium an der Hochschule für bildende Künste in Braunschweig. 1990 gründete er die Designagentur Yo creative answers. 1996 folgte eine Gastprofessur für Industrie Design am IGSID (Postgraduateprogramm) in Seoul, Südkorea. Im gleichen Jahr arbeitete er auf Einladung des Korean Institute of Industrial Design and Packaging (KIDP) als Design-Consultant in Seoul. Zu dieser Zeit entwickelte er Industrial Design Projekte für die mittelständische koreanische Industrie. 1997 wurde er Principal und Director of Industrial Design bei Design Continuum in Boston, USA und leitete die Industrial Design Gruppe.
Seit 1999 ist er Professor für Industrial Design an der Bergischen Universität Wuppertal. 2001 gründete er, zusammen mit Martin Topel Visionlabs an der Universität Wuppertal, eine Projektplattform zur visionären Produktentwicklung mit Industriepartnern. Im Jahr 2002 folgte (zusammen mit Martin Topel) die Gründung der Agentur Squareone GmbH in Düsseldorf. 
Trauernicht arbeitete unter anderem für Sony-Europa, Volkswagen, Minox, WMF, Rosenthal, Leonardo, Robbe & Berking, Mono, Carl Mertens, Bose, Texas Instruments, Ingersoll Rand, Polaroid, BMW uvm.
Für seine Arbeiten wurde er mehrfach ausgezeichnet, darunter mit mehreren iF Design Awards und dem red dot design award.
Anfang Juni 2013 leitete Trauernicht einen Workshop zum Thema "Transport Service Innovation" an der privaten Shih-Chien-Universität in Taiwan.

## Auszeichnungen
- International Sony Design Competition
- Designcenter Nord-Rhein Westfalen (mehrfach)
- Designpreis der Bundesrepublik Deutschland-award
- Form Frankfurt (mehrfach)
- Design Plus Award (mehrfach)
- iF Industrie Forum Design Hannover (mehrfach)

## Ausstellungen
- Museum für Kunst und Gewerbe, Hamburg
- Kunstgewerbemuseum, Berlin
- Klingenmuseum, Solingen
- International Sony Design Competition
- Designinnovationen
- Designcenter Nord-Rhein Westfalen (mehrfach)
- DDC-award
- Form Frankfurt (mehrfach)
- Design Plus (mehrfach)
- IF Forum Design, Hannover (mehrfach)